# La Gruette
La gentilhommière de la Gruette est un manoir situé à Saint-Cyr-sur-Loire (Indre-et-Loire).

## Historique
Elle est construite par Audebert Cartier.
Une chapelle en tuffeau est bâtie en 1761.
La façade et la toiture donnant sur la cour fermée ainsi que les murs de clôture entourant la cour, le sol de la cour et la chapelle sont classés au titre des monuments historiques par arrêté du 14 juin 1961.